# 宮守郵便局
宮守郵便局（みやもりゆうびんきょく）は、岩手県遠野市にある郵便局。民営化前の分類では集配特定郵便局であった。

## 概要
住所：〒028-0399 岩手県遠野市宮守町下宮守30地割91-5

## 沿革
- 1896年（明治29年）11月1日 - 宮守郵便局（三等）として開設[1]。
- 1898年（明治31年）11月16日 - 為替・貯金取扱を開始。
- 1959年（昭和34年）12月6日 - 達曾部郵便局から電話交換事務の取扱を移管[2]。
- 1976年（昭和51年）4月7日 - 電話交換および和文電報配達業務を党の遠野電報電話局に移管。
- 1988年（昭和63年）3月31日 - 鱒沢郵便局の廃止に伴い、取扱事務を承継。
- 1991年（平成3年）10月28日 - 達曾部郵便局から集配業務を移管。
- 2007年（平成19年）10月1日 - 民営化に伴い、併設された郵便事業遠野支店宮守集配センターに一部業務を移管。
- 2012年（平成24年）10月1日 - 日本郵便株式会社発足に伴い、郵便事業遠野支店宮守集配センターを宮守郵便局に統合。

## 取扱内容
- 郵便、印紙、ゆうパック、内容証明
- 貯金、為替、振替、振込、国際送金、国債
- 生命保険、バイク自賠責保険
- ゆうちょ銀行ATM（管轄はゆうちょ銀行仙台支店）
- 遠野市内の一部地域（旧上閉伊郡宮守村域；〒028-03xx）の集配業務

## 風景印
- 表記は『宮守』
- 図案は『田瀬ダム』・『鱒沢ヤナ』・村の花『山百合』
- 使用開始日は1986年（昭和61年）11月1日

## 周辺

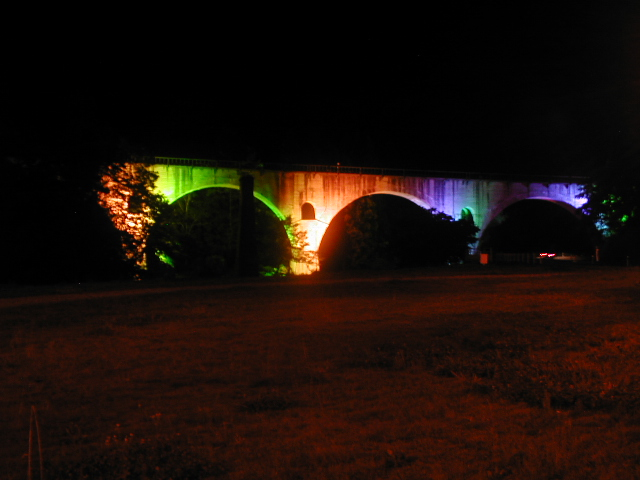
ライトアップされた宮守川橋梁

- 遠野市役所宮守総合支所（旧・宮守村役場）
- 遠野市立宮守小学校
- 岩手県立遠野高等学校情報ビジネス校
- 道の駅みやもり
- 宮守川
- 宮守川橋梁 - 釜石線の橋梁

## アクセス
- JR釜石線 宮守駅から南東へ約500m（徒歩約10分）
- 遠野市営バス 宮守歯科診療所停留所下車
- 釜石自動車道 東和ICから南東へ約15km
- 国道283号沿い
- 駐車場あり：8台